# Эндрик Фелипе
Э́ндрик Фели́пе Море́йра де Со́уза (порт.-браз. Endrick Felipe Moreira de Sousa; родился 21 июля 2006, Бразилиа), или же просто Эндрик (порт.-браз. Endrick, бразильский португальский: [ˈẽdrik(i)]) — бразильский футболист, нападающий клуба «Реал Мадрид» и сборной Бразилии. Считается одним из самых талантливых молодых футболистов мира.

## Ранние годы
Эндрик родился 21 июля 2006 года в Федеральном округе и начал заниматься футболом уже в 4 года. Он очень хотел стать футболистом, чтобы помочь своей семье, так как его отец был безработным. К 8 годам за ним уже следили ведущие бразильские академии, в том числе клуб «Сан-Паулу», за который Эндрик в возрасте 10 лет выступал на национальном турнире. Он был близок к тому, чтобы присоединиться к «Сан-Паулу» на постоянной основе. Его отец, Дуглас Соуза, просил клуб оплатить семье жильё или обеспечить работой. Однако клуб был готов только платить пособие в размере 150 реалов в месяц, что не устроило отца Эндрика.

## Молодёжная карьера
Эндрик присоединился к академии «Палмейрас» в возрасте 11 лет, после того как его отцу клуб предложил выплачивать 3000 реалов в месяц, чтобы его семья смогла обосноваться в Сан-Паулу, а также пообещали ему работу. За 5 лет пребывания в молодёжных командах клуба он сыграл 175 матчей и забил 171 гол. В 2022 году Эндрик принял участие в Копинье — молодёжном кубке штата Сан-Паулу. За турнир Эндрик забил 7 голов в 7 матчах и был признан лучшим игроком турнира. После турнира Эндрик приобрёл интерес таких грандов европейского футбола, как «Барселона», «Реал Мадрид», «Пари Сен-Жермен» и «Челси».

## Клубная карьера
21 июля 2022 года, когда Эндрику исполнилось 16 лет, он официально подписал контракт с «Палмейрас» до 2025 года. 30 июля 2022 года Эндрик был зарегистрирован для участия в Кубке Либертадорес. 6 августа Эндрик, восстановившись от небольшого повреждения, начал тренироваться с основной командой «Палмейрас», после того как был зарегистрирован клубом как игрок.
6 октября 2022 года Эндрик дебютировал за основную команду «Палмейрас» в матче против клуба «Коритиба». Через 20 дней, 26 октября, в матче против «Атлетико Паранаэнсе» он вышел на замену после 1 тайма и забил первые два гола в своей профессиональной карьере. Он также стал самым молодым автором забитого мяча в истории «Палмейрас».
15 декабря 2022 года «Реал Мадрид» объявил о подписании с Эндриком контракта до 2027 года с опцией продления до 2030 года, который начал действовать с 21 июля 2024 года, когда ему исполнилось 18 лет. Сумма трансфера составила 35 млн евро с учётом предусмотренных в будущем бонусов в размере ещё 25 млн.
2 апреля 2023 года Эндрик забил свой первый гол в Лиге Паулиста в матче против клуба «Агуа-Санта». 21 апреля 2023 года дебютировал в Кубке Либертадорес, выйдя на замену в матче против «Серро Портеньо». 7 декабря 2023 года в матче заключительного 38 тура Серии А против «Крузейро» забил гол и помог своей команде завоевать золотые медали турнира.
25 августа 2024 года Эндрик дебютировал за мадридский «Реал», выйдя на замену в матче Ла Лиги против клуба «Реал Вальядолид». Спустя 10 минут после выхода на поле, он забил свой первый гол за «сливочных», нанеся мощный удар низом в ближний угол ворот после передачи Браима Диаса. 16 января 2025 года вышел на замену в матче Кубка Испании против «Сельты» и забил два гола в дополнительное время, оформив свой первый дубль за «Реал» и принеся клубу победу со счётом 5:2.

## Карьера в сборной
В марте 2022 года Эндрик был впервые вызван в сборную Бразилии до 17 лет для участия в товарищеском турнире Монтегю во Франции. На турнире за ним также следили скауты «Барселоны». Эндрик принял участие в матчах с ровесниками из Мексики, Нидерландов, Англии и Аргентины, забив за весь турнир 5 голов.
6 ноября 2023 года впервые был приглашён в сборную Бразилии для участия в квалификационном турнире к чемпионату мира 2026 года, став самым молодым игроком, получившим вызов в основную сборную страны с 1994 года. 17 ноября дебютировал в матче против сборной Колумбии (1:2), заменив Рафинью на 82-й минуте. 23 марта 2024 года в товарищеском матче против сборной Англии (1:0) забил первый гол за сборную

## Стиль игры
Нападающий-левша с хорошим ударом, во время игры Эндрик постоянно находится в движении, он также может сыграть на фланге. Играя за «Палмейрас», Эндрик также выступал на позиции атакующего полузащитника и оттянутого нападающего. Он часто свободно перемещается в последней трети поля в поисках возможности получить мяч. Эндрика сравнивают с легендарными бразильскими форвардами Роналдо и Ромарио. Его кумирами являются Криштиану Роналду и Бобби Чарльтон.

## Достижения

### Командные достижения
«Палмейрас»
- Чемпион Бразилии (2): 2022, 2023
- Чемпион штата Сан-Паулу (2): 2023, 2024
- Обладатель Суперкубка Бразилии: 2023

«Реал Мадрид»
- Обладатель Суперкубка УЕФА: 2024
- Обладатель Межконтинентального кубка: 2024

### Личные достижения
- Лучший новичок чемпионата Бразилии: 2022
- Обладатель молодёжной (до 20 лет) премии «Золотая самба»: 2022[41]
- Лучший игрок Лиги Паулиста: 2024[42]
- Входит в состав символической сборной Лиги Паулиста: 2024[42]

## Статистика выступлений

### Клубная карьера
| Выступление      | Выступление      | Выступление      | Лига | Лига | Кубок | Кубок | Суперкубок | Суперкубок | Международные турниры | Международные турниры | Прочие | Прочие | Итого | Итого |
| Клуб             | Лига             | Сезон            | Игры | Голы | Игры  | Голы  | Игры       | Голы       | Игры                  | Голы                  | Игры   | Голы   | Игры  | Голы  |
| ---------------- | ---------------- | ---------------- | ---- | ---- | ----- | ----- | ---------- | ---------- | --------------------- | --------------------- | ------ | ------ | ----- | ----- |
| Палмейрас        | Серия А          | 2022             | 7    | 3    | —     | —     | —          | —          | 0                     | 0                     | —      | —      | 7     | 3     |
| Палмейрас        | Серия А          | 2023             | 31   | 11   | 3     | 0     | 1          | 0          | 5                     | 1                     | 13     | 2      | 53    | 14    |
| Палмейрас        | Серия А          | 2024             | 6    | 0    | 2     | 0     | 0          | 0          | 5                     | 2                     | 9      | 2      | 22    | 4     |
| Палмейрас        | Итого            | Итого            | 44   | 14   | 5     | 0     | 1          | 0          | 10                    | 3                     | 22     | 4      | 82    | 21    |
| Реал Мадрид      | Примера          | 2024/25          | 19   | 1    | 5     | 5     | 0          | 0          | 9                     | 1                     | —      | —      | 33    | 7     |
| Реал Мадрид      | Итого            | Итого            | 19   | 1    | 5     | 5     | 0          | 0          | 9                     | 1                     | —      | —      | 33    | 7     |
| Всего за карьеру | Всего за карьеру | Всего за карьеру | 63   | 15   | 10    | 5     | 1          | 0          | 19                    | 4                     | 22     | 4      | 115   | 28    |

### Матчи за сборную
| Матчи и голы Эндрика за сборную Бразилии | Матчи и голы Эндрика за сборную Бразилии | Матчи и голы Эндрика за сборную Бразилии | Матчи и голы Эндрика за сборную Бразилии | Матчи и голы Эндрика за сборную Бразилии | Матчи и голы Эндрика за сборную Бразилии | Матчи и голы Эндрика за сборную Бразилии |
| №                                        | Дата                                     | Оппонент                                 | Счёт                                     | Голы                                     | Турнир                                   |                                          |
| ---------------------------------------- | ---------------------------------------- | ---------------------------------------- | ---------------------------------------- | ---------------------------------------- | ---------------------------------------- | ---------------------------------------- |
| 1                                        | 16 ноября 2023                           | Колумбия                                 | 1:2                                      | —                                        | Отборочный турнир ЧМ-2026                |                                          |
| 2                                        | 21 ноября 2023                           | Аргентина                                | 0:1                                      | —                                        | Отборочный турнир ЧМ-2026                |                                          |
| 3                                        | 23 марта 2024                            | Англия                                   | 1:0                                      | 1                                        | Товарищеский матч                        |                                          |
| 4                                        | 26 марта 2024                            | Испания                                  | 3:3                                      | 1                                        | Товарищеский матч                        |                                          |
| 5                                        | 8 июня 2024                              | Мексика                                  | 3:2                                      | 1                                        | Товарищеский матч                        |                                          |
| 6                                        | 12 июня 2024                             | США                                      | 1:1                                      | —                                        | Товарищеский матч                        |                                          |
| 7                                        | 24 июня 2024                             | Коста-Рика                               | 0:0                                      | —                                        | Кубок Америки 2024. Групповой этап       |                                          |
| 8                                        | 28 июня 2024                             | Парагвай                                 | 4:1                                      | —                                        | Кубок Америки 2024. Групповой этап       |                                          |
| 9                                        | 2 июля 2024                              | Колумбия                                 | 1:1                                      | —                                        | Кубок Америки 2024. Групповой этап       |                                          |
| 10                                       | 6 июля 2024                              | Уругвай                                  | 0:0 (п. 2:4)                             | —                                        | Кубок Америки 2024. 1/4 финала           |                                          |
| 11                                       | 11 сентября 2024                         | Парагвай                                 | 0:1                                      | —                                        | Отборочный турнир ЧМ-2026                |                                          |
| 12                                       | 11 октября 2024                          | Чили                                     | 2:1                                      | —                                        | Отборочный турнир ЧМ-2026                |                                          |
| 13                                       | 16 октября 2024                          | Перу                                     | 4:0                                      | —                                        | Отборочный турнир ЧМ-2026                |                                          |

Итого: 13 матчей / 3 гола, 5 побед, 5 ничьих, 3 поражения.